# Timo Kunert
Timo Kunert (Gladbeck, Alemania del Este, 12 de marzo de 1987) es un futbolista alemán que juega de defensa en el Rot-Weiß Walldorf de la Hessenliga de Alemania.

## Carrera
Kunert comenzó su carrera en 1992 con el VfB Kirchhellen y se unió en 1999 a la cantera del Schalke 04, equipo con el que jugó siete años en la juventud. En enero de 2006, subió al primer equipo.
Hizo su debut en la Bundesliga, el 7 de abril de 2007 con el Schalke 04, cuando entró como sustituto en el minuto 90 del partido contra el Borussia Mönchengladbach. Kunert dejó el FC Schalke 04 a continuación, después de ocho años, en el verano de 2007. Firmó con el Hamburgo SV. Después de dos años con el Hamburger SV volvió a Nordrhein-Westfalen y firmó por el Sportfreunde Lotte en el verano de 2009. El 14 de abril de 2009, fichó por el Rot-Weiß Oberhausen.

## Clubes
| Club                 | País     | Año       |
| -------------------- | -------- | --------- |
| F. C. Schalke 04     | Alemania | 2006-2007 |
| Hamburgo S. V.       | Alemania | 2007-2009 |
| Sportfreunde Lotte   | Alemania | 2009-2011 |
| Rot-Weiss Oberhausen | Alemania | 2011-2012 |
| Sportfreunde Lotte   | Alemania | 2012-2013 |
| VfL Osnabrück        | Alemania | 2013-2014 |
| F. C. Saarbrücken    | Alemania | 2014-2015 |
| TSV Steinbach        | Alemania | 2016-2019 |
| FSV Fráncfort        | Alemania | 2019-2021 |
| Rot-Weiß Walldorf    | Alemania | 2021-     |